# Porta do Condestável
A Porta do Condestável, também denominada Postigo do Carmo , e Postigo e Arco de São Roque, foi uma antiga porta da cidade de Lisboa, inserida na cerca fernandina da cidade.
Localizava-se no topo da Calçada do Duque ao entrar do Largo de São Roque. Tomou o nome deste santo por dele conservar em cima do arco uma imagem de vulto em pedra. Junto desta porta, para a parte da Igreja de São Roque, existia ainda um alto torreão, que desabou com o terramoto de 1755, entupindo a passagem para o Palácio do Marquês de Nisa, onde se encontrava o Cardeal Patriarca, morrendo dois dos seus gentis-homens. Foi demolida em 1836. 